# Aéroport de Baia Mare
L'aéroport de Baia Mare (code IATA : BAY • code OACI : LRBM) dessert la ville roumaine de Baia Mare, dans le județ de Maramureș. Il est situé sur le territoire de la ville de Tăuții-Măgherăuș, 10 km à l'ouest de Baia Mare.

## Histoire
L'aéroport de Baia Mare a ouvert en 1964, à la construction de sa piste. En 1979, cette piste a été prolongée pour atteindre les 1800 m. Le 21 avril 2008, l'aéroport est devenu international avec un premier vol entre Baia Mare et Aéroport de Vienne-Schwechat
L’aéroport propose des vols pour Bucarest plusieurs fois par semaine. Depuis 2022, deux vols par semaine ont lieu entre l'aéroport de Baia Mare et l'Aéroport de Paris-Beauvais

## Situation
| \| 50 km1:1 922 000 \| Bacău Baia Mare-Maramureș Brașov Bucarest-Aurel-Vlaicu Bucarest-Henri-Coandă Cluj-Napoca Constanța Iași Sibiu Târgu Mureș Timișoara Arad Craiova Oradea Satu Mare Suceava |
| 50 km1:1 922 000 |

## Trafic
Pour des raisons techniques, il est temporairement impossible d'afficher le graphique qui aurait dû être présenté ici.

Voir la requête brute et les sources sur Wikidata.

## Compagnies et destinations
| Compagnies  | Destinations                                  |
| ----------- | --------------------------------------------- |
| Air Connect | Bucarest-H. Coandă ,                          |
| HiSky       | Paris-Beauvais En saison Charter : Hurghada " |
| TAROM       | Bucarest-H. Coandă                            |

Édité le 28/01/2023